# Internationaal Agentschap voor Kankeronderzoek

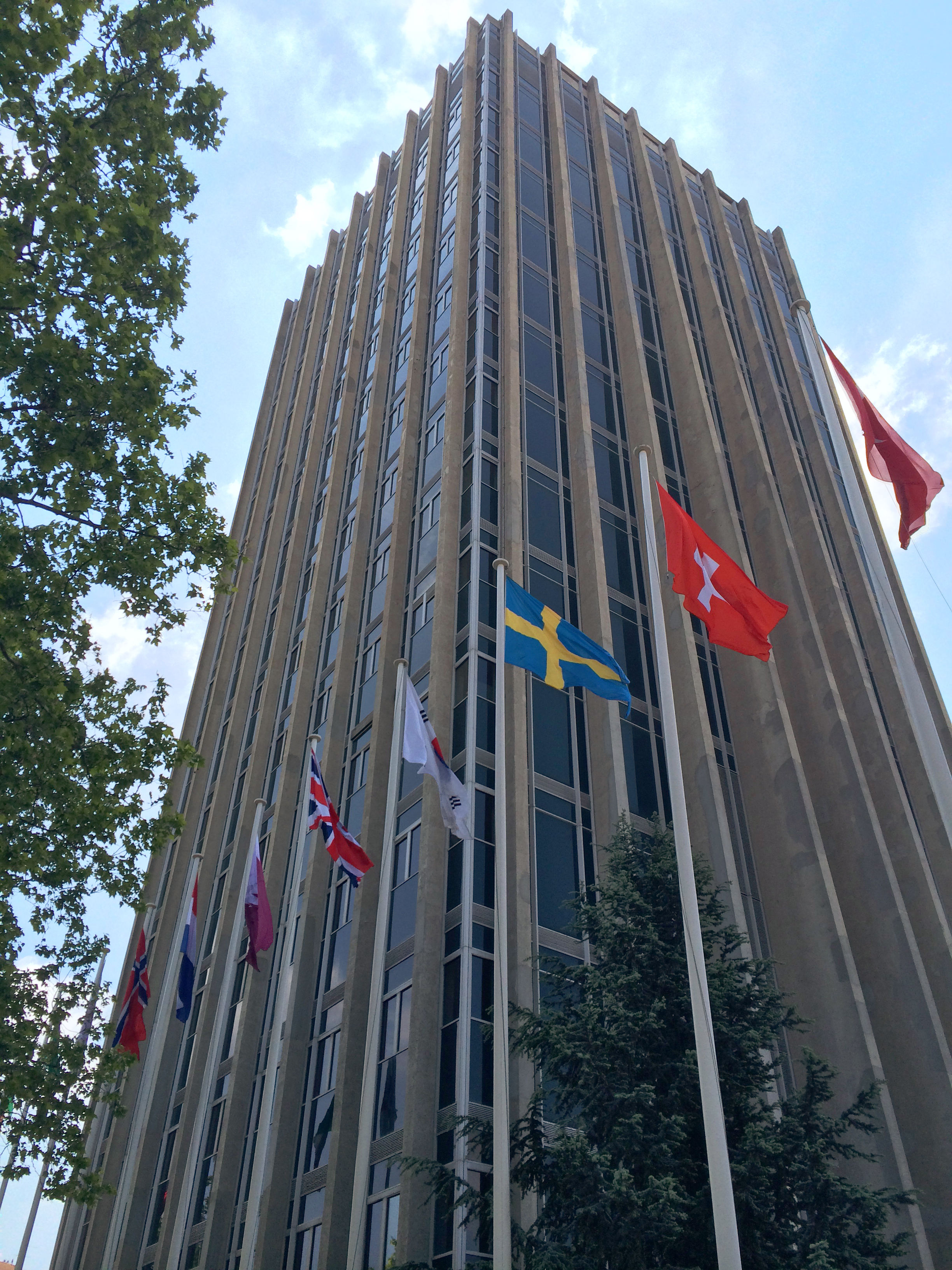
Hoofdkantoor van het Internationaal Agentschap voor Kankeronderzoek in Lyon (Frankrijk).

Het Internationaal Agentschap voor Kankeronderzoek (Frans: Centre international de Recherche sur le Cancer, CIRC) is een intergouvernementeel agentschap dat onderdeel uitmaakt van de Wereldgezondheidsorganisatie van de Verenigde Naties. Het doet onderzoek naar de oorsprong van kanker, naar de mechanismen van de carcinogenese en voert epidemiologische en toxicologische onderzoeken uit. Het agentschap werd in 1965 opgericht en is gevestigd in Lyon (Frankrijk). 

## Geschiedenis
Toen in februari 1963 journalist en vredesactivist Yves Poggioli zijn vrouw zag wegkwijnen aan kanker, stuurde hij een brief aan Emmanuel d’Astier de la Vigerie met een dringend verzoek om steun voor de oprichting van een internationaal centrum voor kankerbestrijding, waarvan de financiering moest worden voorzien uit de nationale budgetten voor kernwapens. d’Astier de la Vigerie, aristocraat en verzetsstrijder met politieke connecties, verzamelde een groep Franse prominente figuren. Samen deden zij, met succes, een beroep op president Charles de Gaulle die daarop het initiatief nam bij de Wereldgezondheidsorganisatie. Het voorstel kreeg bijval, en op 20 mei 1965 besloot de Algemene Vergadering van de WHO tot oprichting van een gespecialiseerd agentschap voor kankeronderzoek. De stad Lyon bood aan de nieuwe organisatie onderdak te verlenen.

## Classificatie carcinogene stoffen
De classificatie van carcinogene stoffen van het IARC vormt een mondiale referentie op dit gebied. Ze bestaat parallel aan de Europese classificatie van carcinogenen.
Het IARC klasseert de chemische producten en de fabricatieprocedures in vijf groepen die internationaal erkend zijn en in overeenstemming zijn met de beschikbare wetenschappelijke gegevens.

### Groep 1
De substantie (het mengsel) is carcinogeen voor de mens. De carcinogeniteit van deze stoffen is bewezen met voldoende aanwijzingen.
Voorbeelden: asbest, arseen en zijn samenstellingen, benzeen, hexavalent chroom. Industriële processen die in groep 1 geklasseerd worden vindt men bij de productie van aluminium, van cokes (derivaat van kolen) en in de rubberindustrie.

### Groep 2
Men vindt in deze categorie agentia waarvoor de aanwijzingen voor een carcinogene werking bij de mens bijna voldoende zijn en stoffen waarvoor de carcinogeniteit experimenteel werd vastgesteld zonder dat men over gegevens voor de mens beschikt. Deze categorie bestaat uit twee subgroepen.

#### Groep 2A
De substantie (het mengsel) is waarschijnlijk carcinogeen voor de mens.
Voorbeelden: acrylamide, benzopyreen.

#### Groep 2B
De substantie zou carcinogeen voor de mens kunnen zijn.
Voorbeelden: acrylonitril, kaliumbromaat, vuurvaste keramische vezels en de behandelingsprocedés die gebruikt worden bij de behandeling van hout in de schrijnwerkerij en in de houtbewerking.

### Groep 3
De substantie (het mengsel of de omstandigheden van de blootstelling) is niet onder te brengen voor wat betreft de carcinogeniteit voor de mens. 
In deze groep worden die substanties ondergebracht die elders niet kunnen worden geklasseerd. Bijvoorbeeld glaswol, steenwol en slakkenwol.

### Groep 4
De substantie (het mengsel of de omstandigheden van de blootstelling) is waarschijnlijk niet carcinogeen voor de mens. 
Deze categorie bevat op dit ogenblik slechts één substantie: caprolactam.

## Kritiek
Het Agentschap kreeg uit verschillende hoek kritiek vanwege de manier waarop het de carcinogene werking van bepaalde stoffen analyseert, en voor mogelijk politieke vooringenomenheid bij de selectie van studies voor zijn analyse. Ed Yong, een Britse wetenschapsjournalist, verweet het agentschap een 'verwarrend' categoriesysteem te hanteren die het publiek misleidt.
Andersom ziet Marcel Kuntz, onderzoeksleider bij het Franse Centre national de la recherche scientifique, “ideologische” beïnvloeding bij de classificatie van potentieel kankerverwekkende stoffen, wanneer geen rekening wordt gehouden met de mate van blootstelling in de praktijk. Rood vlees bijvoorbeeld is “waarschijnlijk kankerverwekkend”, maar een matig gebruik is wellicht onschuldig. Hij ontwikkelt een gelijkaardige redenering voor glyfosaat.
Andere controverses betreffen de classificatie van stoffen in Klasse 2a (“waarschijnlijk kankerverwekkend”) of 2b (“mogelijk carcinogeen”), zoals signalen van de mobiele telefoon, glyfosaat, het drinken van warme dranken, of koffie. In het Amerikaans Congres gingen stemmen op om de financiering van IARC te stoppen.